# Myriam Hernández
Myriam Raquel Hernández Navarro (Santiago, 2 de mayo de 1965) es una cantante, compositora y presentadora de televisión chilena. Ha incursionado principalmente en la balada romántica, por lo que es apodada como «La baladista de América»,aunque también ha fusionado su estilo con otros géneros como la electrónica o el hip hop.
Empezó su carrera musical a fines de la década de 1980 con su álbum Myriam Hernández y el sencillo «El hombre que yo amo», el primer ingreso de una artista chilena en la lista Hot Latin Tracks de Billboard, la más importante de la industria musical hispana en Estados Unidos. Álbumes posteriores, como Dos (1990), III (1992), IV (1994) y Todo el amor (1998), consolidaron su posición y la convirtieron en la artista chilena más exitosa de la década de 1990.
Myriam Hernández ha vendido más de 10 000 000 de discos físicos en todo el mundo, siendo una de las artistas chilenas con más ventas de todos los tiempos. Ha publicado once álbumes de estudio, dos en vivo, cinco álbumes recopilatorios, dos DVD y 39 sencillos, varios de los cuales han sido a dueto con diversos artistas de la escena musical hispanoamericana como Marco Antonio Solís, Cristian Castro o Gilberto Santa Rosa.
Ha incursionado también en la conducción y participación en varios programas de televisión en Chile, incluyendo participaciones esporádicas como actriz. Coanimó el Festival Internacional de la Canción de Viña del Mar entre 2002 y 2006, mientras que se ha presentado en dicho evento musical en seis oportunidades, recibiendo los máximos galardones.

## Biografía
Se crio en el sector de la calle Ramón Cruz a pasos de Avenida Grecia, comuna de Ñuñoa, Santiago; y salió de la educación secundaria del Liceo Augusto D'Halmar de dicha comuna.

## Ámbito artístico

### 1982-1987: Primeros años
Durante mayo de 1982, el programa Sábado gigante iniciaba un nuevo espacio, era el Ranking Juvenil y en el competían promesas de la canción chilena. En este espacio Myriam compitió cuando tenía tan sólo 17 años; sin embargo, ésta no era su primera vez en televisión, ya que había debutado en los programas Generación joven y La pandilla de Televisión Nacional de Chile.

### 1987-1993: Debut y reconocimiento internacional
En 1987 interpretó el tema central de la telenovela del segundo semestre de UCTV, La última cruz, en cual no se incluyó en ningún álbum de su discografía.
En 1987 grabó su primer álbum homónimo, el cual incluye un tema de su autoría llamado «No pienso enamorarme otra vez», este fue el primer paso que dio para comenzar a desarrollar sus dotes de compositora. Este disco se convirtió rápidamente en disco de oro en Chile, mientras la prensa lo alabó con la crítica, calificándola con justicia como "el fenómeno Myriam Hernández". Un año más tarde, en 1988, inició su proyección internacional de la cual surgieron varios éxitos como los clásicos «El hombre que yo amo» compuesto por Gogo Muñoz y «Ay amor», por Nano Prado y John Eliott. Así Myriam se convirtió en una de las voces femeninas románticas más reconocida, incluso llegó a ser llamada por la prensa de Latinoamérica como la Baladista de América.
La cantante a esa fecha llevaba más de 125.000 copias vendidas de su disco en Chile y logró que la compañía EMI la tomara en la categoría de artista internacional. Myriam se posicionó como una artista notable dentro del contexto latino en Estados Unidos. Obtuvo por su parte cuádruple disco de platino en julio de 1989 y en octubre de ese mismo el Hot Latin Songs del Billboard registró por primera vez un tema de ella, tratándose de la canción «Ay amor» y para diciembre su álbum se ubicaba entre los veinte más vendidos en el mundo latino. 
También en 1989 fue jurado y partes de las presentaciones del show principal en el Festival de Viña del Mar. Además de ser elegida reina y la artista más popular; su actuación fue una de las más memorables de la historia de este certamen latino, por lo que obtuvo la antorcha de plata. Poco más tarde, la Asociación de Periodistas de Espectáculos de Chile (APES) la premió como la "mejor intérprete femenina" y "mejor producción discográfica". Ese mismo año realizó una gira continental de promoción y actuaciones en América.
Luego de triunfar en el extranjero con su primer disco, ella lanzó un segundo álbum en 1990 Myriam Hernández II, cuyo productor fue Humberto Gatica, este disco le dio la oportunidad a la artista para firmar después un trato con Warner Music México. En este trabajo participaron compositores como Gogo Muñoz, Alberto Plaza, Vilma Planas, Álvaro Torres, Juan Carlos Duque y Myriam Hernández.
De ese álbum se desprendieron diversos sencillos internacionalmente exitosos como «Peligroso amor» y «Te pareces tanto a él», varios de estos sencillos se situaron por varias semanas en el número-uno o en los primeros lugares de las listas del continente. La canción «Herida» llegó a ocupar el primer lugar de la lista latina en la revista Billboard en Estados Unidos, siendo la primera y única artista chilena en conseguirlo. También este disco marcó un récord en el Top Latin Albums al permanecer en el número uno por 18 semanas consecutivas. Posteriormente su canción «Herida» fue grabada por diversos artistas, como Brenda K. Starr en Estados Unidos en una versión salsa, por Lidia Ávila cantante mexicana en versión cumbia norteña y por Daniel Bento, exitoso cantante de Brasil. El videoclip de «Peligroso amor», uno de sus grandes éxitos fue producido por Luis de Llano de Televisa-México y postuló al Mejor Clip Latino en Billboard. Así, en menos de quince días logró vender 15.000 copias del material en Chile, obteniendo de inmediato un disco de oro. 
Myriam se decidió firmar un contrato multinacional con la compañía Warner Music, con la cual producen su tercer álbum denominado Myriam Hernández III, en este trabajo participaron compositores como Juan Carlos Calderón, quien compuso casi la totalidad de las canciones, Gogo Muñoz y Myriam Hernández en coautoría con Juan Carlos Calderón en la canción «Mira», que es la segunda parte de la historia de la canción «Herida», incluido en su anterior material discográfico. «Un hombre secreto», «Si no fueras tú», «Se me fue», fueron algunos de los sencillos salidos de este disco que lograron situarse durante varias semanas en los primeros lugares del continente, además de lograr figuración en las listas latinas de Billboard.

### 1994-1999
En 1994 lanzó su cuarta producción homónima, también bajo Warner Music, en esa misma fecha ella quedó embarazada y el lanzamiento coincidió prácticamente con el parto de su primer hijo, Jorge Ignacio. Hernández trabajo con importantes compositores para este disco, entre los cuales estaban Albert Hammond, Marti Sharron, Claude Gauddete, G. Gerard, Álvaro Scaramelli, Alejandro Lerner y Scottie Scott. Además ella misma trabajo más en las letras, reafirmando también su capacidad de autora y compositora.
El sencillo «Ese hombre» alcanzó en el tope de la lista estadounidense de radios latinas, teniendo figuración en las listas de la Revista Billboard. Por otro lado, graba con Paul Anka el exitoso tema «Tu cabeza en mi hombro», para el álbum Amigos. Ese mismo año grabó el himno oficial de la teletón chilena, el cual lo cantó en la apertura del evento, la letra y música de esa canción estuvo a cargo de Bebu Silvetti.
En el año de 1995 empezó la gira "América 95" que la llevó a diferentes países del continente y en ese año conoce a quién sería su director musical Raúl Crespín por los siguientes años y con quien haría una magnífica mancuerna, presentándose en diferentes lugares de Latinoamérica.
En abril de 1998 publicó el álbum «Todo el amor» de manera simultánea en Chile, Latinoamérica y Estados Unidos, este material es el primer fruto de la entrada al sello Sony Music, sello que la definió como artista prioritaria en todo el continente, en medio de la grabación del disco en 1997 tuvo su segundo hijo en Los Ángeles, Estados Unidos, el proceso creativo duró más de un año y medio, junto al productor Humberto Gatica y la selección de los temas duró varios meses reuniéndose con autores de diversos países, como Tatiana Bustos, Estéfano, Eduardo Fuentes, Pablo Herrera, Armando Manzanero, Mónica Naranjo, Juan Andrés Ossandón, Eros Ramazzotti y Kike Santander. Este disco logró alcanzar los primeros lugares de las listas de América Latina. 
«Huele a peligro», fue el primer sencillo que hace referencia en su lírica a los sentimientos y aprensiones que medían en una relación extramatrimonial, se colocó al tope de las listas del continente americano alcanzando el primer lugar de la lista Latin Pop de Billboard y en el número cinco del Hot Latin Tracks a finales de ese año, la misma revista la designó entre los 15 latinos del año. El videoclip fue dirigido por el chileno Germán Bobe. Las ventas del disco Todo el amor, permitieron que obtuviera doble disco de platino en Chile y disco de oro en Estados Unidos.
En 1999 fue elegida por la revista People como una de las 25 bellezas latinas. En Nueva York recibió dos premios consecutivos, el primero, el 19 de marzo, el Premio al Orgullo Chileno (de la Cámara de Comercio Chileno-estadounidense). Y al día siguiente, el 20 de marzo fue distinguida en la categoría de Mejor Intérprete Latino por la ACE (Asociación de Cronistas de Espectáculos) de Nueva York, en el hotel Marriott Marquis de Manhattan, consolidando el éxito de su disco Todo el amor.

### 2000-2009
Hernández lanzó en 2000, el álbum llamado + y más, el cual es más osado en cuanto a su temática que los anteriores, el disco combina canciones románticas con elementos más actuales dentro de la música pop, junto a toques electrónica. 
En febrero de 2001 Myriam participa en el XLII Festival internacional de la canción de Viña del Mar, acompañada en vivo por la banda dirigida por el Maestro Raúl Crespín, obteniendo las Gaviotas de Plata y Oro. Continúan su gira pasando por Perú y Puerto Rico con gran éxito. Posteriormente Myriam regresa a Chile a ofrecer un concierto en el Teatro Municipal de Santiago los días 1 y 2 de octubre, dicho concierto fue grabado y sacado a la venta en formato CD+DVD bajo el título de El amor en concierto, con la dirección musical del Maestro Raúl Crespín y su banda, obteniendo ventas positivas para este trabajo recopilatorio, el primero de Myriam bajo el formato en vivo.
En 2002, llegó a ser la presentadora del Festival de Viña del Mar, junto a Antonio Vodanovic, este rol lo cumpliría por los siguientes cuatro años consecutivos, dejándola como la mujer con más tiempo de conducción de dicho certamen, además de Vodanovic, ella presentó el evento junto a Ricardo Montaner y Sergio Lagos. También como presentadora de televisión, realizó programas para TV Chile, como Con mucho cariño, junto a Felipe Camiroaga y en 2003 condujo las galas finales del reality show Protagonistas de la música con Sergio Lagos para Canal 13.
Tras su paso por diferentes sellos, la intérprete regresó a la casa discográfica que la vio nacer, EMI, creando su séptimo disco de estudio, el cual fue lanzado internacional con el nombre Huellas el 15 de marzo de 2004 y el primer sencillo promocional fue «No te he robado nada», con letra y música de Armando Manzanero y producida por Humberto Gatica, en esta canción es la primera vez que ella le canta a otra mujer sin perder la esencia romántica que la ha caracterizado, además toma una temática que cataloga la canción como una segunda parte de su éxito "Huele a peligro", por otro lado cuenta con los arreglos de Mark Portkmann, los cuales fueron elaborados en los estudios de The Hit Factory en Miami y West Lake en Los Ángeles, para ser masterizado finalmente en Capitol Records.
En este disco también se incluye una nueva versión de su canción «Mío», interpretada junto con el grupo argentino Los Nocheros y «El amor de mi vida» junto al vocalista de Los Tetas o Tea Time y DJ Ju, letra en la cual ella misma participó, presentando un ritmo diferente para sus lanzamientos previos como es el Hip-hop. Además se incluye la canción «He vuelto por ti», de su propia autoría, que escribió sobre la música que compuso su hijo mientras estaba en promoción en Perú cuando tenía 7 años.
El videoclip del tema «No te he robado nada», grabado en Santiago de Chile, fue estrenado nacional e internacionalmente en el noticiario central de 24 horas, de Televisión Nacional de Chile el 1 de abril de 2004.
En 2005 grabó uno de sus conciertos realizado en el Teatro Caupolicán en Santiago de Chile, el cual posteriormente lo lanzaría en formato de DVD. Un año más tarde en 2006, volvió a retomar su trabajo en televisión, como coanimadora del programa de TVN La Noche del Mundial con Felipe Camiroaga, con motivo de la Copa Mundial de Fútbol de ese año.
En 2007 libera al mercado Enamorándome, es el título de su octavo álbum de estudio, lanzado a la venta específicamente en el mes de agosto. Myriam grabó varias versiones de canciones conocidas de artistas latinos «Dónde estará mi primavera» de Marco Antonio Solís, «Bésame» de Ricardo Montaner, «Vuela muy alto» de Jerry Rivera y «No pensé enamorarme otra vez» a dueto con Gilberto Santa Rosa, este último fue el primer sencillo que la hizo regresar a las listas latinas de Billboard, tras casi 10 años desde la última vez que apareció con su canción «Huele a peligro» en 1998. Además en este disco se incluye la canción «Huellas», compuesta por la cantante colombiana Soraya, la cual falleció un año antes. Enamorándome trae otras nuevas canciones de los compositores y productores Jorge Luis Piloto y Manny López donde destacamos «Donde hubo amor», «Bandera blanca» y «Mírame». Hernández en la ciudad de Miami participó activamente en la producción del álbum junto a sus productores. Involucrada completamente en la dirección de la composición de nuevos temas, en la selección y arreglos del repertorio, en la grabación y en la mezcla.
Su nueva versión de la canción «Dónde estará mi primavera», logró también figuración en listas latinas de Billboard, lo que le hizo valer una nominación en Los premios Billboard de la música latina, en su edición 2009, en la categoría Top Airplay Femenino Pop, como única artista chilena nominada además logró el puesto 28 entre las Latin Pop Songs del Año en Billboard. El disco "Enamorándome" marcó grandes hitos en la carrera internacional de la cantante. La placa consiguió dos éxitos en las radios latinas norteamericanas («No pensé enamorarme otra vez» y «Dónde estará mi primavera»), además el álbum debutó en el número 10 del Top Latin Albums de Billboard en su primera semana de lanzamiento y a la fecha supera las 80 mil copias vendidas en Estados Unidos y obtuvo disco de oro en Chile.

### 2010-presente
Tras el éxito continental de Enamorándome, Myriam en 2010 inicia una nueva etapa en su historia musical con un nuevo álbum de estudio, para este nuevo material la artista firmó para la multinacional Universal Music en los Estados Unidos. En ese mismo año Hernández lanza como promoción de la telenovela nocturna de Chilevisión Mujeres de lujo el sencillo «Rescátame», que fue incluido en la banda sonora que alcanzaría disco de oro.
El 26 de abril de 2011 lanza oficialmente para toda Latinoamérica y los Estados Unidos el primer sencillo de su álbum titulado Seducción, con el tema «Sigue sin mí», que es interpretado a dúo con Marco Antonio Solís. El álbum aparece a la semana de su lanzamiento el puesto 11 de la lista Top Latin Albums de Billboard en Estados Unidos y se mantiene por 5 semanas en la posición número 12 de esa lista. El disco fue producido por Manny López y Jorge Luis Piloto. Este álbum que cuenta con 10 temas donde el romanticismo sigue como su línea en esta producción. Ese mismo año fue nominada por primera vez tras 20 años de carrera a un Grammy Latino por su álbum Seducción, en la categoría de «Mejor Álbum Pop Vocal Femenino».
Los siguientes sencillos del álbum fueron «Si pudiera amarte», el cual llegó al top 20 en Chile y «Todo en tu vida» a dúo con el mexicano Cristian Castro. En 2012, se integró como jurado del programa de talentos El mejor de Chile en TVN.
El "Tour Seducción" se extendió hasta 2014 con conciertos en Perú, Argentina, República Dominicana, Panamá, Ecuador, Colombia, Chile, Canadá y Bolivia. Ese mismo año grabó la canción «Mi Pequeño Amor» tema central de la telenovela "Valió la pena" de C13, compuesta por Juan Andrés Ossandón y tema inédito en la discografía de la cantante. 
En 2015 celebró sus 25 años de carrera internacional con una extensa gira "25 años", que incluyó conciertos en Argentina, Chile, Panamá, Perú, Colombia, Ecuador, Bolivia y República Dominicana. Incluyó su primer concierto en solitario en el Movistar Arena en Santiago de Chile con entradas agotadas, además dejó sus huellas en el Paseo de las Estrellas del mismo recinto y también su primera actuación en Buenos Aires en el Teatro Opera.
Entre 2019 fue jurada del programa de televisión de Chilevisión, Yo soy. En 2022 repetiría roles en El retador de Mega.
Para 2025, fue jurada del reality costarricense Nace una Estrella, de la cadena Teletica.

## Logros y reconocimientos
Myriam Hernández es una de las artistas más exitosas en la historia de la música chilena. Con ventas superiores a las seis millones de copias, es probablemente la artista chilena más vendida a nivel global.De acuerdo al Pabellón de la Fama de los Compositores Latinos, para 2015 había conseguido 32 discos de oro y 24 de platino en 16 países.
En total, trece de su sencillos han ingresado a la lista Hot Latin Songs de Billboard. «Peligroso amor» y «Te pareces tanto a él» alcanzaron el número uno de la lista en 1990 y 1991, respectivamente, convirtiéndose en la primera y única artista femenina chilena en encabezar el listado. En la lista Latin Pop Airplay, establecida en 1994, «Huele a peligro» y «Ese hombre» también alcanzaron el número uno.
Su álbum Dos alcanzó la cima de la lista Latin Pop Albums en 1990, mientras que Todo el amor logró ubicarse entre los 20 álbumes latinos más vendidos en Estados Unidos en 1998.
En 2011 fue nominada al Premio Grammy Latino al mejor álbum de pop vocal femenino por su álbum Seducción y en 2015 recibió el Premio de la Presidencia de la Academia Latina de Artes y Ciencias de la Grabación; además, ese mismo año ingresó al Salón de la Fama de los Compositores Latinos. En 2022, recibió el Premio Grammy Latino a la Excelencia Musical, siendo la primera artista femenina de su país en recibirla. Asimismo, en 2023 recibió el Premio «Figura Fundamental de la Música Chilena».
Myriam Hernández ha accedido a premios a la popularidad en Colombia, Costa Rica, Ecuador, EE. UU., México, Panamá, Perú y Venezuela. En Chile, en 1993, recibió además un histórico premio de la Sociedad Chilena de Derecho de Autor (SCD) entregado por el ministro de educación Jorge Arrate, "por su aporte sustantivo al estímulo, desarrollo y proyección de la música popular".
Ha recibido las más diversas nominaciones y premios a su potencialidad discográfica y calidad artística como por ejemplo el premio Lo Nuestro, el premio Aplauso como "Mejor Intérprete Femenina", en dos oportunidades en Miami y una ocasión en Los Ángeles (California). Dos veces también el premio ACE (Asociación de Críticos del Espectáculo de Nueva York), como "Artista Revelación" y "Mejor Intérprete Femenina" o el premio Ronda en Venezuela como "Mejor Álbum Femenino del Año".
En lo discográfico, Myriam a través de sus seis álbumes ha vendido millones de copias, marcando estatus de oro y platino en países como: Bolivia, Chile, Colombia, Costa Rica, Ecuador, EU., Guatemala, Panamá, Paraguay, Perú
y Venezuela, entre otros. Además sus álbumes han sido editados en toda América Latina, Asia y Oriente Medio.
En octubre de 1999 fue nombrada "Hija ilustre de la comuna de Ñuñoa" (su lugar de origen), Chile, y una semana después recibió el título de Embajadora Cultural de la Corporación Teatro Pencopolitano en la ciudad de Concepción (Chile).
Myriam también ha figurado en la lista de las 25 bellezas latinas de la revista People en español, edición de junio de 1999.
En febrero de 2001 Myriam Hernández participó en el Festival Internacional de la Canción Viña del Mar, con un espectáculo de primera y fue premiada con la Gaviota de Plata y La Gaviota de Oro, demostrando toda la experiencia y el gran nivel alcanzado en estos últimos años.
El 21 de mayo de 2003, la Chile US Chamber of Commerce (en el hotel Miami Dadeland Marriott) realizó una cena de gala para celebrar las "glorias navales del ejército chileno" en la cual, Myriam Hernández recibió un reconocimiento del presidente saliente Gerardo Sepúlveda. 
El 22 de mayo de 2003 en una cena de gala en el Dadeland Marriott Hotel de Miami Myriam fue nombrada Embajadora Artística de Chile en EE. UU., destacada por su constante apoyo a la comunidad chilena y por representar fielmente la belleza de la mujer chilena. 
El 25 de junio de 2004, Myriam estampó las huellas de sus manos en bronce para ser parte de la Plaza de las Estrellas en México, las cuales el 1 de octubre del mismo año fueron develadas. De esta manera Myriam Hernández se convierte en la primera cantante chilena que pasa a integrar El paseo de las Luminarias que rinde homenaje a grandes figuras mundiales.
Fue nominada a los Premios Billboard de la Música Latina 2009 por la canción «Dónde estará mi primavera» en la categoría Latin Pop Airplay Song of the Year Femenino. Posteriormente logra una nominación a los Premios Grammy Latinos 2011 como Mejor Álbum Pop Vocal Femenino por Seducción.
El 5 de febrero de 2012, Myriam Hernández forma parte de los artistas invitados para la última noche del V Festival de Iquique, recibiendo la Boya de Plata, y el máximo galardón, a petición del público, la Boya de Oro.
El 5 de junio de 2015 la cantante recibió el premio de la Presidencia de la Academia de Artes y Ciencia de la Grabación Grammy Latino en la antesala de su concierto de celebración por 25 años de trayectoria. En octubre de ese mismo año, ingresó al Pabellón de la Fama de los Compositores Latinos en Miami. En noviembre de 2022, fue galardonada con el premio Grammy Latino a la Excelencia Musical, que concede la Academia Latina de la Grabación en una ceremonia realizada en Las Vegas.
En 2023, la Sociedad Chilena de Autores e Intérpretes Musicales reconoció a Myriam Hernández junto a la La Sonora de Tommy Rey como ganadores del Premio «Figura Fundamental de la Música Chilena».
El lunes 24 de febrero, Myriam Hernández participó en el Festival Internacional de la Canción Viña del Mar, con un espectáculo de primera y fue premiada con la Gaviota de Plata, La Gaviota de Oro y La Gaviota de Platino; siendo la 5ª persona en ser premiada con este galardón, demostrando toda la experiencia y el gran nivel alcanzado en estos últimos años.

## Vida personal
En Santiago el 15 de agosto de 1992, contrajo matrimonio con el empresario chileno, y su mánager, Jorge Saint-Jean Domic, con quien tiene dos hijos: Jorge Ignacio (17 de noviembre de 1994) y Myriam Isidora (10 de mayo de 1997).
A fines de 2024, anunció su separación personal y laboral de Jorge Saint-Jean Domic después de 32 años de matrimonio, dejando a su hijo Jorge Saint-Jean Hernández como su mánager.

## Discografía

#### Álbumes de estudio
- Myriam Hernández (1988)
- Myriam Hernández 2 (1990)
- Myriam Hernández III (1992)
- Myriam Hernández IV (1994)
- Todo el amor (1998)
- + y más... (2000)
- Enamorándome (2008)
- Seducción (2011)
- Sinergia (2022)
- Nuestra Navidad (2022)
- Tauro (2024)

## Giras musicales
- 2015: 25 años[30]
- 2021-2022: Sinergía Tour[31]
- 2024: Invencible World Tour[32]
- 2025: Tauro World Tour[33]

## Premios y nominaciones

### Premios Grammy Latinos
| Año  | Categoría                         | Trabajo   | Resultado |
| ---- | --------------------------------- | --------- | --------- |
| 2011 | Mejor álbum de pop vocal femenino | Seducción | Nominado  |

### PremiosBillboardde la Música Latina
| Año  | Categoría                           | Trabajo                     | Resultado |
| ---- | ----------------------------------- | --------------------------- | --------- |
| 2009 | Canción del año - Latin Pop Airplay | «Dónde estará mi primavera» | Nominado  |